# Saint-Martin-lès-Langres
Saint-Martin-lès-Langres ist eine französische Gemeinde mit 106 Einwohnern (Stand: 1. Januar 2022) im Département Haute-Marne in der Region Grand Est. Sie gehört zum Arrondissement Langres und zum gleichnamigen Kanton Langres.

## Lage
Die Gemeinde Saint-Martin-lès-Langres liegt am Flüsschen Mouche, fünf Kilometer nordwestlich von Langres. Sie ist umgeben von folgenden Nachbargemeinden:
| Beauchemin |                                             | Humes-Jorquenay |
|            | Kompassrose, die auf Nachbargemeinden zeigt |                 |
|            | Saint-Ciergues                              |                 |

## Bevölkerungsentwicklung
| Jahr                       | 1962 | 1968 | 1975 | 1982 | 1990 | 1999 | 2008 | 2019 |
| -------------------------- | ---- | ---- | ---- | ---- | ---- | ---- | ---- | ---- |
| Einwohner                  | 80   | 63   | 54   | 65   | 66   | 53   | 79   | 109  |
| Quellen: Cassini und INSEE |      |      |      |      |      |      |      |      |